# Partito Autonomista Nazionale
Il Partito Autonomista Nazionale (spagnolo: Partido Autonomista Nacional, PAN) è stato un partito politico dell'Argentina, fondato nel 1874 dall'unione dei partiti Autonomista (con a capo Adolfo Alsina) e Nazionale (con a capo Nicolás Avellaneda).
Il periodo in cui il Partito Autonomista Nazionale governò (1874-1916) è noto oggi come Repubblica Conservatrice, termine coniato dalla storiografia moderna.
Numerosi furono i presidenti appartenenti al PAN: Nicolás Avellaneda (1874-1880), Julio Argentino Roca (1880-1886 e 1898-1904), Miguel Juárez Celman (1886-1890), Carlos Pellegrini (1890-1892), José Figueroa Alcorta (1906-1910), Roque Sáenz Peña (1910-1914) e Victorino de la Plaza (1914-1916). Altri tre presidenti non furono ufficialmente mai membri di alcun partito ma governarono il paese con l'appoggio del PAN: Luis Sáenz Peña (1892-1895), José Evaristo Uriburu (1895-1898) e Manuel Quintana (1904-1906).